# Unravelling
"Unravelling" é uma canção da banda de rock inglesa Muse, lançada como single no dia 20 de junho de 2025.

## Pré-lançamento
Em fevereiro de 2025, o baixista do Muse, Chris Wolstenholme, falou sobre o futuro da banda após Will of the People, de 2022, afirmando que a banda voltaria ao estúdio "nos próximos meses" para trabalhar em novo material. Wolstenholme também discutiu a possibilidade de um lançamento em 2026 para o décimo álbum de estúdio do Muse. O anúncio veio antes dos shows de verão planejados pelo Muse na Europa, começando em junho.
Em 20 de maio de 2025, as contas de mídia social do Muse começaram a postar imagens e vídeos enigmáticos, anunciando novos materiais a caminho. Isso incluiu uma imagem do baixista do Muse, Chris Wolstenholme, envolto em iluminação laranja, com a legenda "Um inseto preso em âmbar", uma imagem do baterista Dominic Howard envolto em iluminação laranja, acompanhada por um emoji de mosquito e um emoji de coração laranja, e um vídeo da performance do Muse de "Mercy" em 2015, que distorceu na metade para exibir as palavras "I'm a static hum" (lit.  "Eu sou um zumbido estático"), antes de retornar ao normal. A postagem enigmática culminou na semana que antecedeu o anúncio do single, com a banda postando um vídeo com som distorcido do que se acreditava ser material novo em 11 de junho de 2025, um dia antes do início dos shows da banda na Europa para o verão.
Durante seu show intimista em Helsinque, em 12 de junho de 2025, o Muse abriu o show com a estreia de "Unravelling".

## Lançamento
"Unravelling" foi lançada como single nas plataformas de streaming em 20 de junho de 2025. A faixa teve sua estreia mundial no dia anterior, às 18h30 BST, durante o programa de Jack Saunders na BBC Radio 1, seguido por uma entrevista com Matt Bellamy.

## Escrita e composição
"Unravelling" é a primeira música do Muse a contar com uma guitarra de oito cordas, que havia sido antecipada pelo vocalista Matt Bellamy algumas semanas antes. A faixa foi descrita como "pesada" e apresenta "ruídos digitais e tensão" antes de "explodir em um colapso carregado de riffs", com a banda "mergulhando em um mundo mais sombrio e com influência de djent". É descrita como uma mistura de metal progressivo, metalcore e música eletrônica.